# ニューディーラー
ニューディーラー（New Dealer）とは、フランクリン・ルーズベルト政権によって展開されたニューディール政策を経験し、社会民主主義的な思想を持つ人々のことである。

## 概要
戦後日本の占領期において、GHQの民政局にはニューディーラーが多かったとされる。

## 主要人物
- ディーン・アチソン
- ジョン・ヴィンセント
- チャールズ・ケーディス
- ジェイムズ・バーンズ
- コートニー・ホイットニー
- フランクリン・ルーズベルト